# 2499 Brunk
2499 Brunk је астероид главног астероидног појаса чија средња удаљеност од Сунца износи 3,109 астрономских јединица (АЈ).
Апсолутна магнитуда астероида је 12,1.